# Linia kolejowa Újezdec u Luhačovic – Luhačovice
Linia kolejowa Újezdec u Luhačovic – Luhačovice (Linia kolejowa nr 346 (Czechy)) – jednotorowa, regionalna i niezelektryfikowana linia kolejowa w Czechach. Łączy Újezdec u Luhačovic i Luhačovice. Przebiega przez terytorium kraju zlińskiego.